# Nick Verlaine ou Comment voler la tour Eiffel
Nick Verlaine ou Comment voler la tour Eiffel est une série télévisée française en six épisodes réalisée par Claude Boissol et diffusée en juillet et août 1976 sur TF1.
Il raconte les aventures d'un voleur, Nick Verlaine, sorte d’Arsène Lupin moderne, qui réalise les larcins les plus loufoques et les plus audacieux, comme voler la Garonne, un wagon-lit, une cassette qui se trouve dans la cage d’un tigre, le monstre du Loch Ness et bien sûr la tour Eiffel, d'où le titre de la série.

## Distribution
- Philippe Nicaud : Nick Verlaine
- Anna Prucnal : Hélène
- Maurice Biraud : Prosper
- Jean Rougerie
- André Weber
- Carlo Nell : Le chef infirmier
- Paul Bisciglia
- Bernard-Pierre Donnadieu
- Paul Mercey
- Michel Tugot-Doris
- Achille Zavatta
- Jacques David

## Liste des épisodes
1. Nick Verlaine prend la route
2. Soyez bons pour les animaux
3. La Fille de l'air
4. Dans l’eau d’une piscine
5. Le Monstre
6. Histoire d'eau (cet épisode dans lequel Nick Verlaine volait la Garonne n’a jamais été diffusé)